# Каджаран
Каджара́н (арм. Քաջարան — обитель храбрецов) — город, основанный в 1958 году на западе Сюникской области в Армении. Ранее город входил в состав Кафанского района Армянской ССР.

## География
Расположен на восточных склонах Зангезурского хребта к северу от Мегринского хребта в верховьях реки Охчи (близко к Вохчи). Расстояние до Капана — 25 км, до Еревана — 330 км

## История
21 августа 1958 года посёлок городского типа Каджаран получил статус города.

## Население
| Год       | 1831 | 1897 | 1926 | 1939 | 1959  | 1980 | 1989 | 2001 | 2011 |
| Население | 50   | 394  | 431  | 548  | 11527 | 8967 | 7519 | 8439 | 7163 |

## Экономика

### Зангезурский медно-молибденовый комбинат
Основная статья Зангезурский медно-молибденовый комбинат
Каджаран — крупный центр горнорудной промышленности и цветной металлургии, в городе расположен Каджаранский (Зангезурский) медно-молибденовый комбинат — крупнейшее горно-металлургическое предприятие Армении. Строительство комбината началось в 1940 году, но было приостановлено из-за начавшейся Великой Отечественной войны и возобновились в 1944 году. В 1951—1952 годах он был введён в эксплуатацию. Конечными продуктами производства являются:
- Концентрат меди, использующийся для производства меди, которая в свою очередь используется в электрической промышленности, сплавах (латуни, бронзы), машиностроении и т. д.
- Концентрат молибдена, использующийся для производства триокисида молибдена. Конечные сплавы молибдена применяются в авиационной промышленности, ядерной и реактивной технике.

В 2002 году завод обработал 8 млн тонн руды, что составляет около 95 % от проектной мощности. В настоящее время лишь 40 % от выпускаемой продукции закупается на внутреннем рынке, остальное идёт на экспорт.
В 2004 году правительство Армении приняло решение о приватизации комбината. Инвесторы представили программу, согласно которой будет осуществлено переоснащение и модернизация как самого комбината, так и Ереванского завода чистого железа, что позволит перерабатывать весь произведённый молибден в Армении. Число рабочих мест в Каджаране планируется увеличить с 3000 до 4500.

### Газопровод
В конце 2008 года был сварен последний шов трубопровода Каджаран—Арарат, благодаря чему Армения стала получать газ из Ирана. Общая стоимость проекта составила примерно $130 млн.

## Галерея

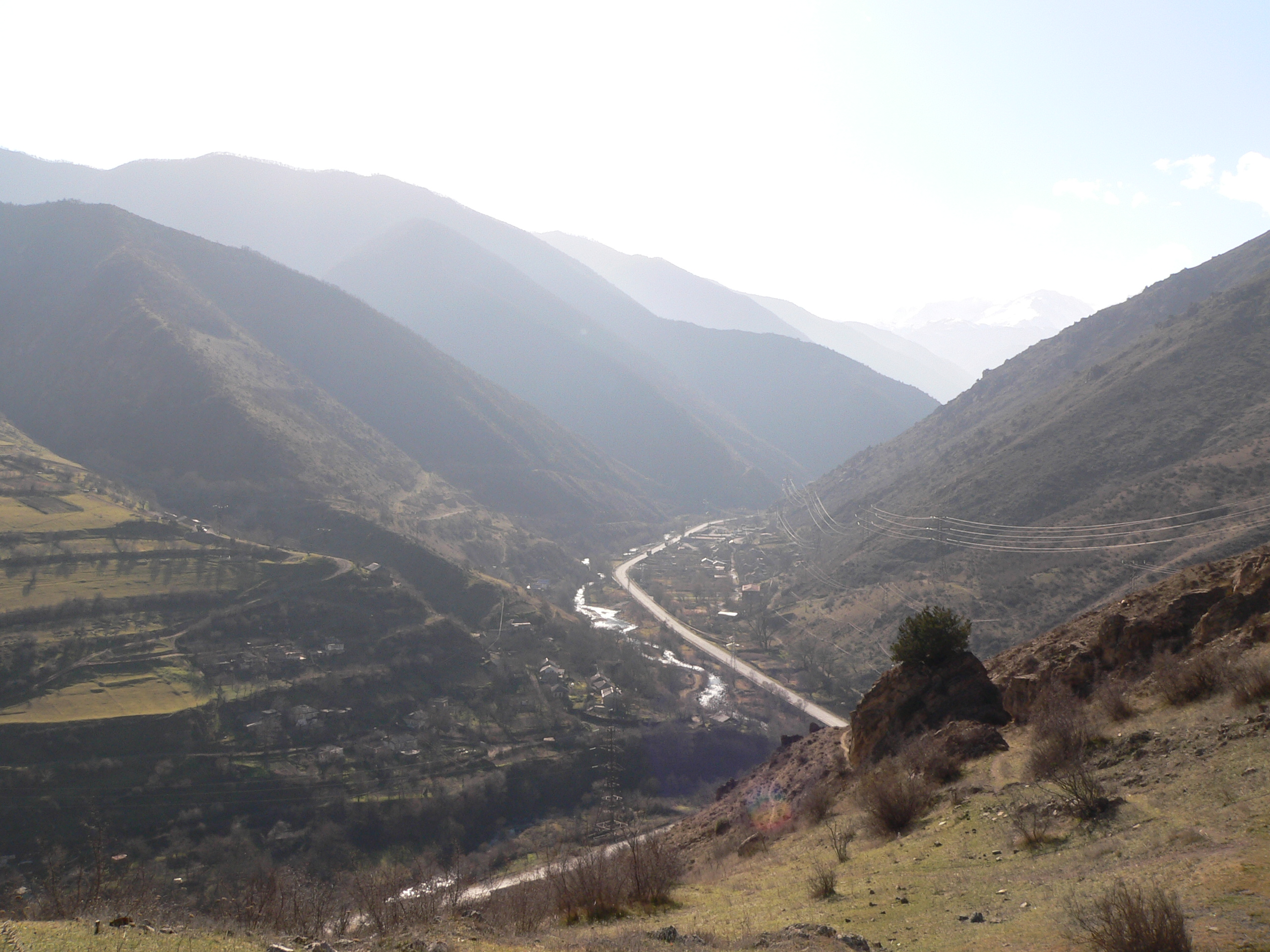
Дорога Капан-Каджаран
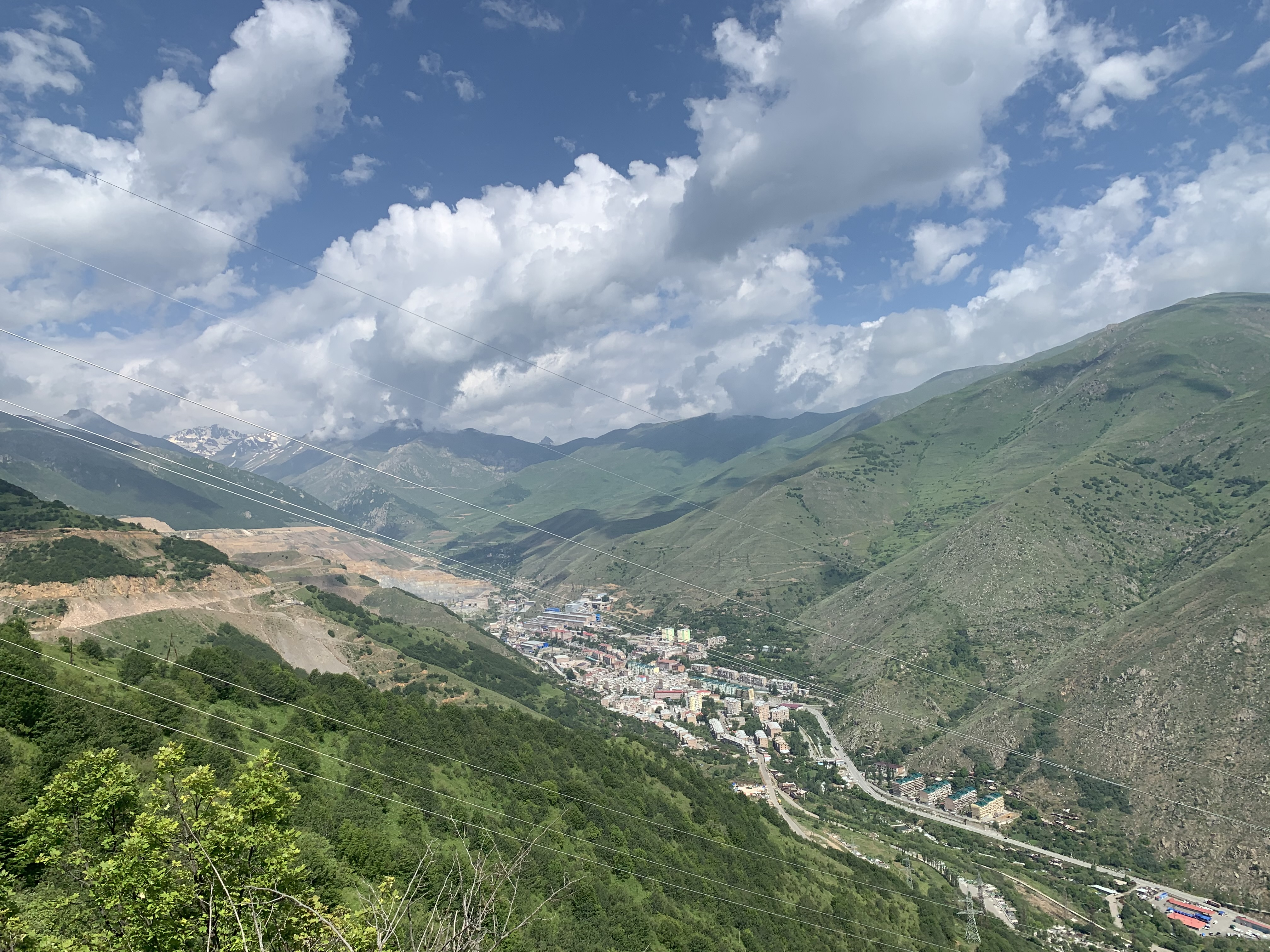